# Ca' Masieri
Ca' Masieri è un edificio civile veneziano sito nel sestiere di Dorsoduro e affacciato sul Canal Grande a fianco di Palazzo Balbi.

## Storia
Il palazzo, noto anche come "Palazzina Masieri" o "Masieri Memorial" è di proprietà della Fondazione Angelo Masieri ed è legato da sempre all'Università Iuav di Venezia. 
Nel 1952, a seguito della tragica scomparsa dell'architetto Angelo Masieri negli Stati Uniti, la sua famiglia decide di istituire una Fondazione in suo onore, destinata a sostenere l'IUAV. Il celebre architetto Frank Lloyd Wright viene incaricato di progettare il Masieri Memorial, con l'idea di creare una residenza per studenti. Tuttavia, nel 1954, il progetto viene bocciato dalla commissione edilizia del Comune di Venezia, che si appella alle normative vigenti, impedendone la realizzazione.
Nel 1962, la Fondazione Masieri affida un nuovo incarico a Valeriano Pastor, con vincoli di conservazione della struttura esistente. Il progetto, tuttavia, non viene portato a termine.
Tra il 1968 e il 1969, Carlo Scarpa viene chiamato a sviluppare una nuova soluzione. Egli elabora tre proposte successive, basate sulla riorganizzazione interna degli spazi, mantenendo la facciata vincolata sul Canal Grande. L'ultima versione del progetto prevede un edificio su tre piani fuori terra più un sottotetto abitabile, con una struttura portante in acciaio e solai in cemento armato. Nonostante alcune resistenze, il progetto viene approvato nel maggio del 1973.
Dopo la morte di Scarpa nel 1978, i lavori, ancora in fase grezza, vengono portati avanti da Carlo Maschietto e Franca Semi. A causa di risorse limitate l'edificio non vedrà completate molte parti previste dal progetto originale di Scarpa.
L'inaugurazione avvenne nel 1983, l'attività pubblica della fondazione inizia nel 1987 con una mostra dedicata a Ignazio Gardella. 
Sede per un lungo periodo dell'Archivio progetti dell'Università Iuav di Venezia e di mostre di architettura, è stata per un periodo la sede della Iuav servizi&progetti-isp srl, ridenominata nel 2003 Iuav studi&progetti-isp srl. Rimane poi chiusa per un periodo prolungato.
Il rettore Iuav Benno Albrecht, in qualità di presidente della Fondazione Angelo Masieri, ha promosso importanti lavori di manutenzione che hanno permesso, attraverso una partnership internazionale, la riapertura al pubblico nella primavera 2024 prevedendo un programma culturale con mostre ed eventi aperti alla città e agli studenti, studiosi e appassionati di architettura.

## Architettura
Il progetto definitivo di Scarpa prevedeva un sistema strutturale innovativo, basato su pilastri tubolari metallici che sorreggevano le putrelle a vista, con solai in cemento armato. Gli spazi interni erano organizzati per ospitare studenti, con camere disposte lungo la parete ortogonale al canale e una grande sala comune affacciata sull'acqua. Il progetto prevedeva anche soluzioni innovative per la distribuzione degli spazi e l'isolamento della facciata esistente. Tuttavia, a causa delle successive modifiche, molte delle soluzioni originarie non furono realizzate. 